# Inndyr

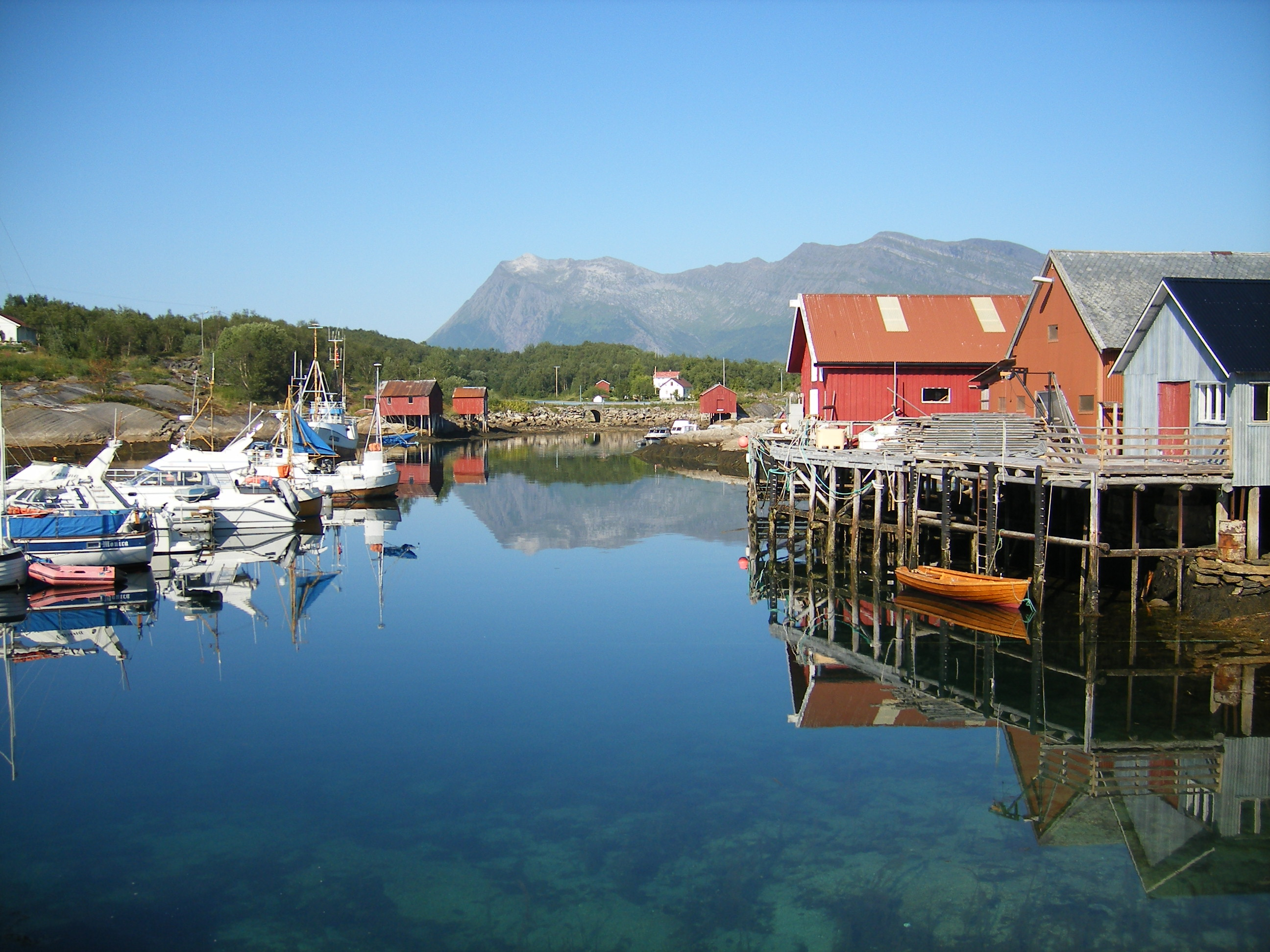
Vista da vila a partir do porto.

Inndyr é uma vila e centro administrativo do município de Gildeskål na Nordlanda, Noruega.  Está localizada na parte continental do município, a cerca de 6 quilômetros (3,7 mi) no sentido norte da Rota nacional 17 norueguesa.  O centro administrativo de 0,71 quilômetro quadrados (180 acre(s)s)  possui uma população de aproximadamente 629 pessoas (2013), sendo que sua densidade populacional é de 886 habitantes por quilômetro quadrado (2.290 / sq mi).
Há duas igrejas localizadas no extremo norte da cidade: a Igreja Gildeskål e Igreja Velha Gildeskål. A nova igreja e maior, foi construída ao lado da antiga igreja, embora esta ainda seja utilizada para serviços.

## Clima
O tipo de clima na vila é dominado pela temporada invernal, um período longo, gelado com dias claros, relativamente pouca precipitação na maior parte sob a forma de neve, e baixa umidade. 